# Code Monkeys
Code Monkeys ist eine von Adam de la Peña geschaffene US-amerikanische Zeichentrickserie. Sie spielt in den frühen 1980er-Jahren in einem fiktiven Spieleentwicklerstudio.
Die erste Folge wurde von dem US-amerikanischen Fernsehsender G4 am 11. Juli 2007 ausgestrahlt. Nach zwei Staffeln kündigte G4 im Mai 2009 an, die Serie nicht um eine dritte Staffel zu erweitern.

## Inhalt
Die Handlung der Serie dreht sich um das Entwicklerstudio GameaVision und seine exzentrischen Mitarbeiter, besonders den faulen Dave und seinen nervösen Kumpel Jerry. Die gesamte Serie spielt in Sunnyvale in den 1980er-Jahren. Der Humor von Code Monkey basiert auf derben Sprüchen und Kifferwitzen sowie zahlreichen Anspielungen auf Computerspiele der Vergangenheit und Gegenwart und vor allem Spielen der 8-Bit-Ära. Diese erstrecken sich auch auf Kameoauftritte von Spieleentwicklern aus bekannten Videospielen, die Ideen für ihre später berühmten Spiele bei GameaVision vorstellen und in der Regel abgelehnt, beleidigt und manchmal verletzt oder getötet werden.

## Episodenaufbau
Jede Folge ist wie ein 8-Bit-Videospiel gestaltet. Hierfür werden Figuren, Hintergründe und andere Objekte mit einer 8-Bit-Farbpalette dargestellt, was gelegentlich zu Problemen bei komplexeren Objekten führt. Die meisten Episoden beginnen mit einem schwarzen Bildschirm, auf dem der Text „PLAYER 1 START!“ (Spieler 1 beginnt) aufleuchtet, und enden ebenfalls mit einem schwarzen Bildschirm, auf dem „Game Over“ (Spiel vorbei) erscheint. Innerhalb der Folgen befinden sich am oberen und unteren Rand des Bildschirms verschiedene Statusleisten, welche erzielte Punkte, Gesundheit, Emotionen, Kommentare oder Bilder zeigen. Die Show ist komplett computeranimiert mit Ausnahme des Abspanns.

## Synchronisation
| Rolle                        | Englische Stimme |
| ---------------------------- | ---------------- |
| Dave                         | Adam de la Peña  |
| Jerry                        | Matt Mariska     |
| Bob T. Larrity, Dean Larrity | Andy Sipes       |
| Todd, Benny                  | Dana Snyder      |
| Black Steve                  | Tony Strickland  |
| Mary                         | Gretchen McNeil  |
| Clare                        | Suzanne Keilly   |
| Clarence                     | Lionel Tubbins   |